# Беленький, Моисей Соломонович
Моисе́й Соломо́нович Бе́ленький (23 декабря 1910, Дубровно, Могилёвская губерния, Российская империя — 23 сентября 1996, Реховот, Израиль) — советский религиовед, переводчик, писатель и публицист. Кандидат философских наук, профессор. Один из авторов «Настольной книги атеиста»,  «Атеистического словаря» и «Карманного словаря атеиста».

## Биография
Родился 23 декабря 1910 года в Дубровно, в семье Залмана Беленького (1878—1919) и Пози Асниной (1876—1965).
Окончил еврейскую среднюю школу.
Учился в Минском педагогическом техникуме.
В 1932 году окончил еврейское отделение литературного  факультета Московского государственного педагогического института имени А. С. Бубнова.
В 1932 — 1949 годы —  директор Московского государственного еврейского театрального училища при  ГОСЕТ. Близкий друг С. М. Михоэлса.
Главный редактор издательства «Дер эмес».
В 1949 году был арестован и приговорён к десяти годам заключения по делу о Еврейском антифашистском комитете. Работал маркшейдером на угольной шахте в Карагандинской области. В лагерном клубе ставил спектакли, где большим  успехом пользовался «Юбилей» А. П. Чехова, где Беленький играл роль Мерчуткиной.  Здесь он познакомился с А. И. Солженицыным. Освобождён в 1954.
В 1967 году в МГУ имени М. В. Ломоносова защитил диссертацию на соискание учёной степени кандидата философских наук по теме «Критический анализ вероучения, культа и идеологии иудаизма».
Читал лекции в МГУ имени М. В. Ломоносова, а также в 1950-е—1970-е годы заведовал кафедрой в Высшем театральном училище имени Б. В. Щукина, где преподавал историю, философию, марксизм-ленинизм и работал в обществе «Знание».
Для издательства «Советский писатель» подготовил собрания сочинений Шолом-Алейхема на русском языке, а также сборник статей и воспоминаний  «Шолом-Алейхем – человек и писатель».
В 1990 году  вместе с семьёй репатриировался в Израиль, где жил в Реховоте, в хостеле на улице Горовиц в Кирьят Моше.

## Семья
- Жена — Эльша Моисеевна Безверхняя, актриса ГОСЕТа.
  - Сын — Соломон Моисеевич Беленький, советский и американский химик, кандидат химических наук (1966) и доктор технических наук (1988), автор монографий «Минеральные воды» (1982) и «Технология обработки и розлива минеральных вод» (1990).
  - Сын — Давид Моисеевич Беленький (1941—2006), советский и израильский биохимик.

## Научные труды

### Монографии
- Беленький М. С. Материал к лекции на тему "Происхождение и классовая сущность иудейской религии". — М.: Всесоюз. о-во по распространению полит. и науч. знаний, 1956. — 30 с.
- Беленький М. С. Происхождение и сущность иудаизма. — М.: О-во по распространению полит. и науч. знаний РСФСР, 1959. — 31 с.
- Беленький М. С. "Талмуд" в свете науки. — М.: Знание, 1960. — 23 с. — (В помощь лектору).
- Что такое Талмуд. — Киев: О-во по распространению полит. и науч. знаний УССР, 1960. — 27 с.
- Беленький М. С. Что такое Талмуд.  Очерк истории и мировоззрения Талмуда и современный иудаизм. — М.: Издательство Академии Наук СССР, 1963. — 142 с. — (Научно-популярная серия). — 70 000 экз.
- Беленький М. С. Спиноза. — М.: Молодая гвардия, 1964. — 238 с. — (Жизнь замечательных людей). — 65 000 экз.
- Беленький М. С. Некоторые вопросы иудаизма: (Методическая разработка в помощь лекторам). — Кишинев: О-во "Знание" Молдав. ССР, 1966. — 15 с.
- Беленький М. С. Иудаизм. — М.: Политиздат, 1966. — 239 с. — (Б-ка "Современной религии").
- Беленький М. С. Трагедия Уриэля Акосты. — М.: Наука, 1968. — 150 с. — 25 000 экз.
- Беленький М. С. О мифологии и философии Библии / Отв. ред. М. А.Коростовцев. — Наука, 1977. — 168 с. — (Научно-популярная серия). — 115 000 экз.
- Беленький М. С. Спиноза о религии, Боге и Библии / М.С. Беленький ; Акад. обществ. наук при ЦК КПСС, Ин-т науч. атеизма. — М.: Мысль, 1977. — 120 с. — (Из истории свободомыслия и атеизма). — 25 000 экз.
- Беленький М. С. Что такое Талмуд. Очерк истории и мировоззрения Талмуда и современный иудаизм. — 2-е изд, доп. — М.: Наука, 1970. — 216 с. — (Научно-популярная серия). — 20 000 экз.
- Беленький М. С. Современный иудаизм. — М.: Знание, 1972. — 64 с. — (Новое в жизни, науке, технике. Естествознание и религия; № 5).
- Беленький М. С. Иудаизм. — 2-е изд. — М.: Политиздат, 1974. — 239 с. — (Библиотека современной религии).
- Беленький М. С. Критика основных догматов Талмуда. — М.: Знание, 1975. — 64 с. — (Новое в жизни, науке, технике. Научный атеизм; № 2).
- Беленький М. С. Вольнодумец Акоста. — М.: Мысль, 1984. — 127 с. — 40 000 экз.
- Беленький М. С. Литературные портреты : [О выдающихся деятелях евр. культуры, лит. и искусства]. — М.: Советский писатель, 1989. — 301 с. — ISBN 5-256-00964-7.
- Беленький М. С. Биография смеха (Очерк жизни и творчества Шолом-Алейхема) / Под ред. М. С. Фишбейна. — М.: Художественная литература, 1991. — 192 с. — 10 000 экз. — ISBN 5-280-01459-1.

### Статьи
- Беленький М. С. Его прекрасное имя // Шолом-Алейхем Собр. соч. — Т. 1. — С. 5-19.

### Переводы
- Мойхер-Сфорим М. Путешествие Вениамина третьего / Пер. М. С. Беленький. — М.: Художественная литература, 1986. — 352 с. — 50 000 экз.

### Составление и редакция
- Шолом Алейхем. Собрание сочинений: В 6 т : К столетию со дня рождения. 1859-1959 / Ред. коллегия: М. С. Беленький и др.; Критико-биогр. очерк Р. Рубиной, с. 5-41. — М.: Гослитиздат, 1959-1961.
- Аш Ш. Люди и боги. Избранные произведения / Сост. М. С. Беленький. — М.: Художественная литература, 1966. — 424 с. — 50 000 экз.
- Шолом-Алейхем — писатель и человек. Статьи и воспоминания / Сот. и пер. М. С. Беленький. — М.: Советский писатель. — 336 с. — 20 000 экз.
- Критика иудейской религии: Сборник статей / Институт истории АН СССР ; сост. , ред., вступ. статья, с. 5-38, М. С. Беленького ; отв. ред. М. М. Персиц. — М.: Издательство Академии наук СССР, 1962. — 436 с. — (Научно-атеистическая библиотека).
- Критика иудейской религии: Сборник статей / Институт истории АН СССР; сост. , ред., вступ. статья, с. 5-38, М. С. Беленького ; отв. ред. М. М. Персиц. — 2-е изд., доп. — М.: Наука, 1964. — 476 с. — (Научно-атеистическая библиотека). — 6000 экз.
- Акоста У. "О смертности души человеческой", и другие произведения / Сост. и ред. М. С. Беленького ; Вступ. статья И. К. Луппола. — М.: Издательство Академии наук СССР, 1958. — 156 с. — (Научно-атеистическая б-ка/ Акад. наук СССР. Ин-т истории).